# Wide-Field Infrared Survey Explorer

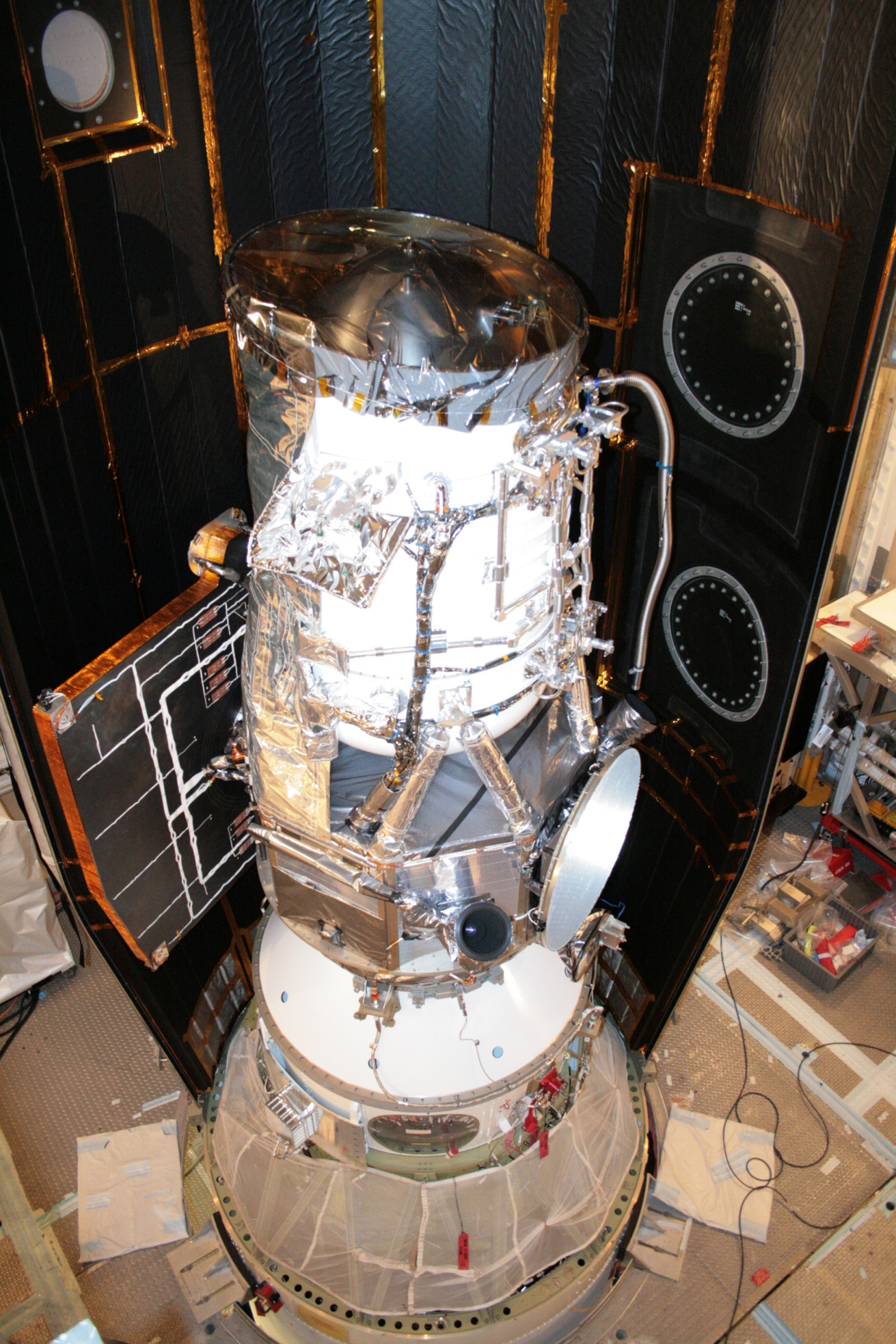
WISE auf seiner Delta II 7320

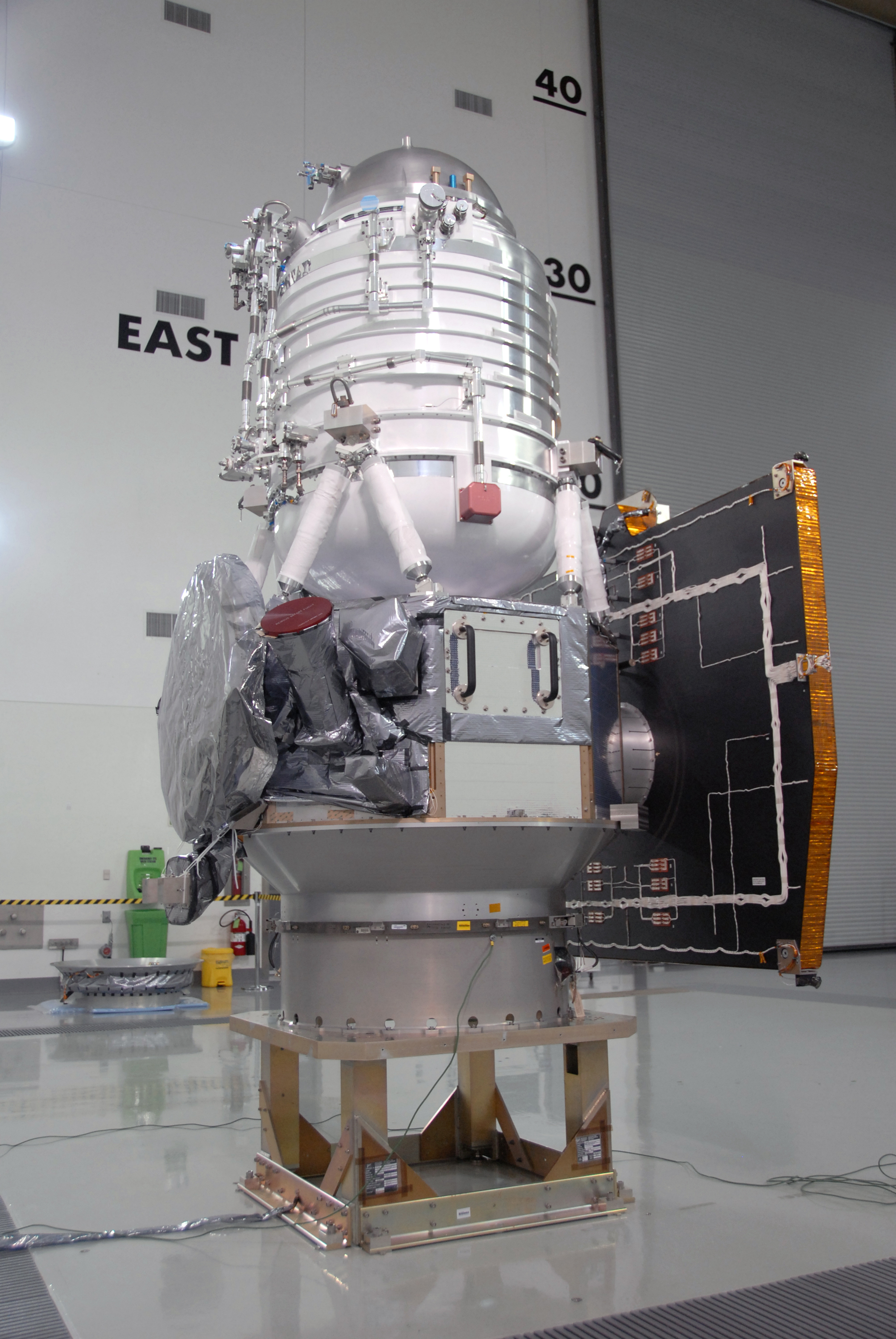
WISE bei den Startvorbereitungen

Wide-Field Infrared Survey Explorer (WISE, geplant als Next Generation Sky Survey, NGSS) war ein unbemanntes Weltraumteleskop der NASA, das ab Januar 2010 den gesamten Himmel in vier Wellenlängenbändern im mittleren Infrarotbereich durchmusterte. Nach dem erfolgreichen Start trug es auch den Namen Explorer 92. Es wurde im Februar 2011 außer Betrieb genommen, jedoch im Herbst 2013 reaktiviert, um weiter nach Asteroiden zu suchen. Das Ende der Mission war für Dezember 2018 angekündigt, sie wurde dann aber doch bis zum 31. Juli 2024 fortgesetzt. Der Satellit trat am 2. November 2024 in die Erdatmosphäre ein und verglühte.

## Aufgaben
Zu den Objekten, die WISE untersuchte, gehörten
- Asteroiden und andere Objekte des Sonnensystems.[5] WISE soll alle Asteroiden des Hauptgürtels mit mehr als 3 km Durchmesser finden
- Kühle und schwache Sterne, darunter die sonnennächsten Sterne und Braune Zwerge
- Wäre der hypothetische Stern Nemesis ein Brauner Zwerg, so hätte WISE ihn entdeckt.
- Junge Sterne in der Milchstraße und Staubscheiben um bereits weiter entwickelte Sterne
- Die leuchtkräftigsten Galaxien und Infrarotgalaxien.

Ziele und Fähigkeiten gingen über die der gescheiterten Wide-Field-Infrared-Explorer-Mission hinaus. Die Himmelsdurchmusterung von WISE war rund hundert Mal empfindlicher als die Durchmusterungen von IRAS und Akari bei vergleichbaren Wellenlängen und lieferte damit eine wichtige Grundlage für viele zukünftige Untersuchungen.

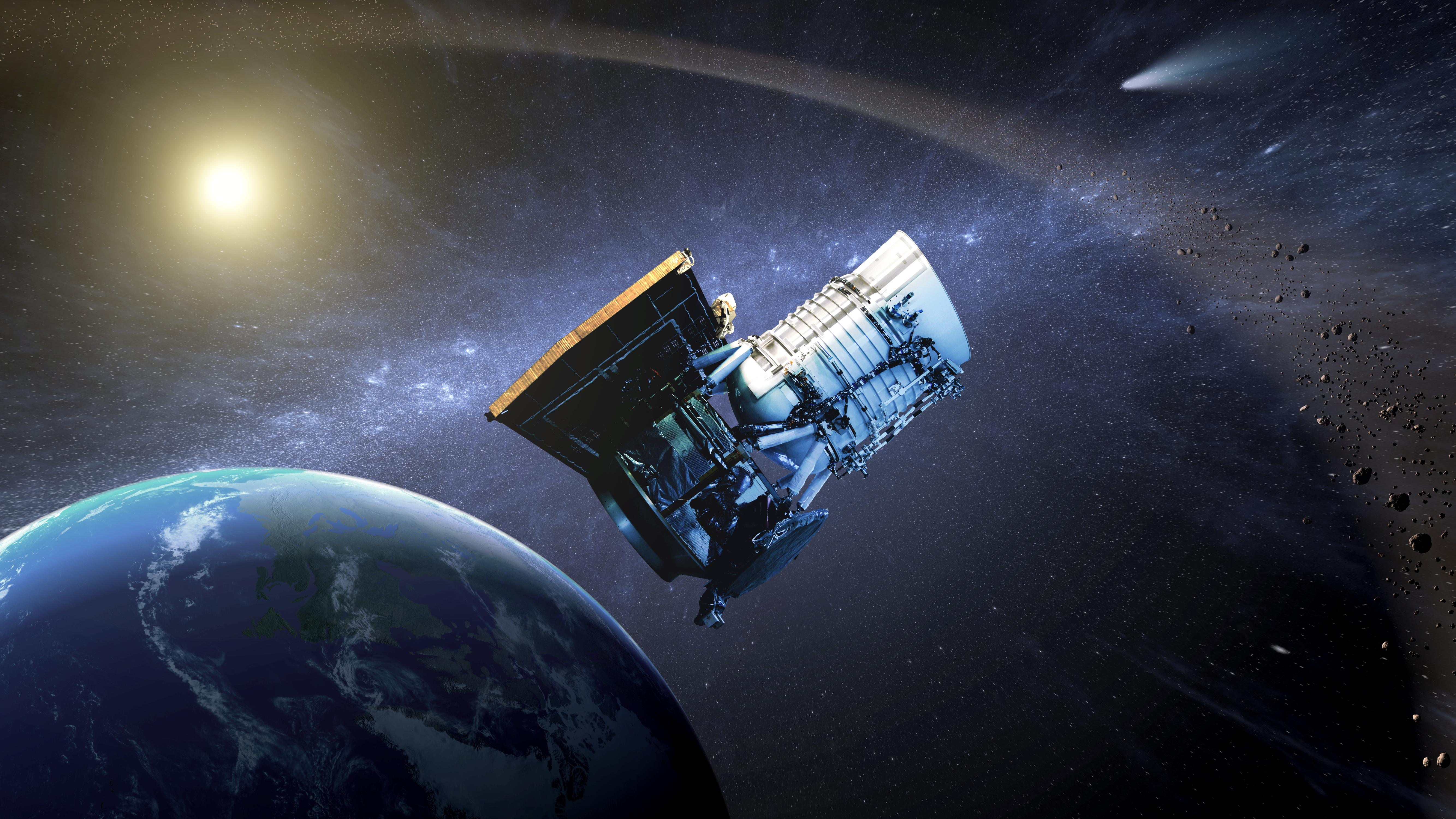
Grafik: WISE über der Erde auf Asteroiden gerichtet

## Aufbau
WISE wurde von Ball Aerospace gebaut und hatte ein Startgewicht von 661 kg. Es benötigte 301 Watt elektrische Leistung, die von einem Solarzellenfeld mit 551 Watt Maximalleistung geliefert wurden.
Das Teleskop von WISE hatte einen Durchmesser von 40 cm, dessen Optik und Detektoren wurden von einem Kryostaten mit festem Wasserstoff gekühlt.
Beobachtet wurde bei vier Wellenlängenbändern um 3,4; 4,6; 12 und 22 μm. Nach Verbrauch des Kühlmittels wurden die Bilder bei 12 μm von thermischem Rauschen dominiert; der 22-μm-Detektor wurde abgeschaltet.

## Missionsverlauf

### Start und erste Durchmusterung
Der Start erfolgte am 14. Dezember 2009 um 14:09:33 Uhr UTC mit einer Delta-II-7320-10C-Rakete von der Vandenberg Air Force Base. Die anfangs 525 km hohe Umlaufbahn war sonnensynchron. Am 29. Dezember 2009 wurde die Schutzkappe des Teleskops abgesprengt. WISE schaute dabei stets von der Erde weg und bewegte sich gleichförmig über den Himmel, ein beweglicher Umlenkspiegel fror aber das Gesichtsfeld von 47′ × 47′ für einige Sekunden auf den Detektoren mit je 1024 × 1024 Bildelementen ein. Die ersten Bilder der Mission wurden am 6. Januar 2010 nach der vollständigen Kalibrierung von WISE veröffentlicht. In der zweiten Hälfte des Juli 2010 schloss WISE die erste Himmelsdurchmusterung ab, wozu er 1,3 Millionen Bilder innerhalb eines halben Jahres machte.

### Zweite DurchmusterungNEOWISEund Stilllegung
Am 5. Oktober 2010 wurde bekannt gegeben, dass nach 1,5 Himmelsdurchmusterungen der Wasserstoff verdampft ist und sich das Teleskop auf −203 °C erwärmt hat. Die Mission wurde dann unter der Bezeichnung NEOWISE bis Januar 2011 fortgesetzt, da die Sensoren für die zwei kürzeren Wellenlängen auch bei der höheren Temperatur noch zufriedenstellend funktionieren. Die zweite Himmelsdurchmusterung wurde abgeschlossen und Asteroiden und Kometen in unserem Sonnensystem untersucht. Am 17. Februar 2011 wurde der Sender von WISE abgeschaltet und der Satellit in einen Ruhezustand gebracht, aus dem er bei entsprechender Finanzierung für weitere Nutzung wieder aufgeweckt werden konnte.

### Reaktivierung
Im August 2013 gab die NASA bekannt, WISE zum Aufspüren von Asteroiden für drei Jahre zu reaktivieren. WISE war jedoch erst mehrere Monate später wieder einsatzfähig, da das Teleskop zuerst abkühlen und dann neu kalibriert werden musste. Auch dieser Einsatz trug die Projektbezeichnung NEOWISE. Nachdem sich WISE Ende Dezember 2013 auf weniger als −200 °C abgekühlt hatte, starteten im Rahmen der Mission NEOWISE weitere Beobachtungen. Am 29. Dezember 2013 entdeckte das Weltraumteleskop ein bislang unbekanntes, erdnahes Objekt, den Asteroiden 2013 YP139. Eine größere Bekanntheit erreichte das NEOWISE-Projekt durch die Entdeckung des Kometen C/2020 F3 (NEOWISE) im März 2020, der nach ihm benannt wurde. Am 30. Juni 2021 wurde die NEOWISE-Mission um weitere zwei Jahre verlängert.

## AllWISE-Katalog

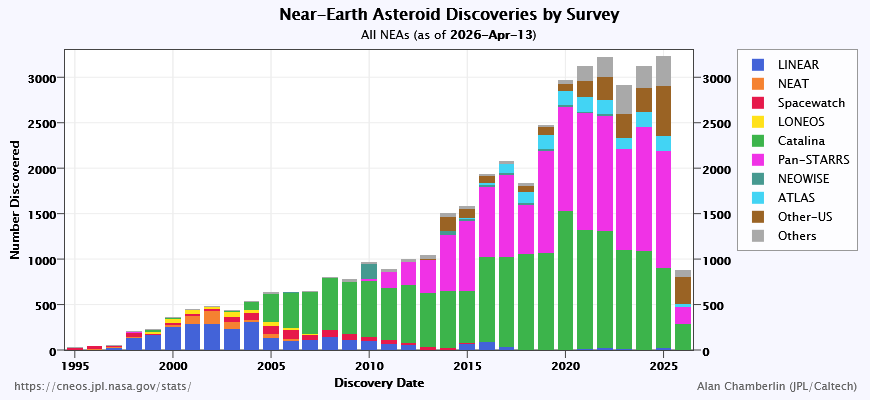
Zahl der erdnahen Objekte, detektiert durch verschiedene Projekte
LINEAR
NEAT
Spacewatch
LONEOS
Catalina Sky Survey
Pan-STARRS
NeoWise
ATLAS
alle anderen

Innerhalb der Primärmission wurden die Daten von fast 750 Millionen kosmischen Objekten erfasst und im Rahmen des AllWISE-Katalogs veröffentlicht. Bei der Auswertung der Daten durch eine Gruppe des Jet Propulsion Laboratory wurden rund 2,5 Millionen supermassereiche und aktive Schwarze Löcher festgestellt, von denen etwa zwei Drittel bislang unbekannt waren. Ein weiteres Team von JPL-Forschern konnte von Staubwolken umhüllte Galaxien nachweisen, deren Helligkeit über der unserer Milchstraße liegt und die eine neue Galaxienklasse bilden. Sie können jedoch nur indirekt nachgewiesen werden, da ihr sichtbares Spektrum durch den Staub abgeschirmt wird. Die Forscher nehmen an, dass es sich dabei um Galaxien in einer seltenen Phase der Entwicklung im frühen Universum handelt.
Die Durchmusterung ergab zudem auch die Entdeckung von 3.525 zuvor unbekannten Sternen und Braunen Zwergen, welche sich im näheren Umkreis von 500 Lichtjahren um unser Sonnensystem befinden. Darüber hinaus konnten mittels der Daten von WISE mehrere Zehntausend Asteroiden und über 20 Kometen unseres Sonnensystems entdeckt werden. Bei der Suche nach einem großen Planet X konnte es keinen Planeten von Jupitergröße innerhalb von 26.000 AE Sonnenabstand nachweisen. Auch sank – bedingt durch die große und umfangreiche Datenlage – massiv die Wahrscheinlichkeit für den hypothetischen Stern Nemesis.
Im März 2015 veröffentlichte die NASA die Rohdaten (ca. 2,5 Millionen Bildsätze) aus der Zeit vom 13. Dezember 2013 bis zum 13. Dezember 2014. Die Daten enthalten über 10.000 Objekte des Sonnensystems, wovon 129 Objekte neu entdeckt wurden. Es befinden sich allein 39 erdnahe Objekte darunter. Weiter enthalten die Daten über 10 Milliarden Messungen von Hintergrundobjekten.
Ebenfalls im Jahre 2015 wurde der Spezialkatalog AllWISE AGN veröffentlicht, welcher auf dem AllWISE-Katalog von 2013 basiert und sich auf aktive galaktische Kerne (AGN) spezialisiert hat.